# Salvatore Rossini
Salvatore Rossini (Formia, 13 de julho de 1986) é um voleibolista profissional italiano, medalhista olímpico.

## Carreira
Membro da seleção italiana de voleibol masculino, conquistou a segunda posição no Campeonato Mundial de Vôlei em 2015 e o terceiro lugar no Campeonato Europeu, no mesmo ano.
Em 2016, representou seu país nos Jogos Olímpicos de Verão no Rio de Janeiro.